# Галбену (комуна)
Галбену (рум. Galbenu) — комуна у повіті Бреїла в Румунії. До складу комуни входять такі села (дані про населення за 2002 рік):
- Галбену (1165 осіб)
- Дрогу (1015 осіб)
- Замфірешть (427 осіб)
- Пинтекань (191 особа)
- Сетук (823 особи)

Комуна розташована на відстані 119 км на північний схід від Бухареста, 62 км на захід від Бреїли, 72 км на захід від Галаца, 130 км на схід від Брашова.

## Населення
За даними перепису населення 2002 року у комуні проживала 3621 особа. За віросповіданням усі жителі комуни — православні.
Національний склад населення комуни:
| Національність | Кількість осіб | Відсоток |
| -------------- | -------------- | -------- |
| румуни         | 3531           | 97,5%    |
| цигани         | 89             | 2,5%     |

Рідною мовою назвали:
| Мова      | Кількість осіб | Відсоток |
| --------- | -------------- | -------- |
| румунська | 3620           | > 99,9%  |